# Joachim Frank
Joachim Frank (sinh ngày 12 tháng 9 năm 1940) là một nhà sinh vật học người Mỹ sinh tại Đức đang công tác tại Đại học Columbia, thành phố New York và là một người đoạt giải Nobel. Ông được coi là một trong những người sáng lập kỹ thuật hiển vi điện tử lạnh đơn hạt (cryo-EM). Năm 2017 ông cùng với Jacques Dubochet và Richard Henderson được trao giải Nobel Hóa học vì đóng góp của họ cho phát triển hiển vi điện tử lạnh cho phép xác định cấu trúc với độ phân giải cao của các phân tử sinh học trong dung dịch. Ông cũng có đóng góp đáng kể cho nghiên cứu cấu trúc và chức năng của ribosome từ vi khuẩn và sinh vật nhân chuẩn.

## Cuộc sống và sự nghiệp
Joachim Frank sinh ra ở Weidenau/Sieg. Sau khi hoàn thành bằng Vordiplom (cử nhân) về Vật lý tại Đại học Freiburg (1963)  và Diplom của ông dưới sự hướng dẫn của Walter Rollwagen tại Đại học Ludwig Maximilians Munich với luận án "Untersuchung der Sekundärelektronen-Emission von Gold am Schmelzpunkt" (Nghiên cứu sự phát xạ điện tử thứ cấp của vàng tại điểm nóng chảy của nó) (1967), Frank nhận bằng tiến sĩ từ Đại học Kỹ thuật Munich đề tài nghiên cứu sau đại học tại phòng thí nghiệm của Walter Hoppe tại Viện Max Planck Eiweiss- und Lederforschung (nay là Viện Hóa sinh Max Planck, Max-Planck Institut für Biochemie) với luận án Untersuchungen von elektronenmikroskopischen Aufnahmen hoher Auflösung mit Bilddifferenz- und Rekonstruktionsverfahren  (Nghiên cứu các bức xạ vi điện tử có độ phân giải cao sử dụng phương pháp tạo hình khác biệt và tái tạo) (1970). Luận án khám phá việc sử dụng xử lý hình ảnh số và nhiễu xạ quang học trong phân tích vi ảnh điện tử, và sắp xếp các hình ảnh sử dụng hàm tương quan chéo.
Là một nghiên cứu sinh của Harkness, ông đã có cơ hội nghiên cứu trong hai năm ở Hoa Kỳ: với Robert Nathan tại Phòng Thí nghiệm Sức đẩy Phản lực, thuộc Viện Công nghệ California; với Robert M. Glaeser tại phòng thí nghiệm Donner, Đại học California, Berkeley và Benjamin M. Siegel tại Đại học Cornell, Ithaca, New York.
Vào mùa thu năm 1972, ông có một thời gian ngắn làm việc tại Viện Khoa học Sinh học Max Planck ở Martinsried làm trợ lý nghiên cứu, nghiên cứu lý thuyết về sự gắn kết một phần dưới kính hiển vi điện tử. Năm 1973, ông gia nhập Phòng thí nghiệm Cavendish, Đại học Cambridge với tư cách Trợ lý Nghiên cứu cao cấp cho Vernon Ellis Cosslett.

## Một số tác phẩm công bố

### Sách
- Frank, Joachim (2014), Found in Translation – Collection of Original Articles on Single-Particle Reconstruction and the Structural Basis of Protein Synthesis, Singapore: World Scientific Press, ISBN 978-9814522809.
- Frank, Joachim (2011), Molecular Machines in Biology: Workshop of the Cell, Cambridge: Cambridge University Press, ISBN 978-0-521-19428-0.
- Glaeser, Robert M.; Downing, Ken; Chiu, Wah; Frank, Joachim; DeRosier, David (2007), Electron Crystallography of Biological Macromolecules, Oxford: Oxford University Press, ISBN 978-0-19-508871-7.
- Frank, Joachim (2006), Electron Tomography (ấn bản thứ 2), New York: Springer, ISBN 978-0387312347.
- Frank, Joachim (2006), Three-Dimensional Electron Microscopy of Macromolecular Assemblies (ấn bản thứ 2), Oxford: Oxford University Press, ISBN 978-0195182187.

### Bài báo
- Frank, Joachim (2015). "Generalized single-particle cryo-EM – a historical perspective". Microscopy. Quyển 65. tr. 3–8. doi:10.1093/jmicro/dfv358. PMID 26566976.
- Frank, Joachim; Gonzalez, Jr., Ruben L. (2010). "Structure and dynamics of a processive Brownian motor: the translating ribosome". Ann. Rev. Biochem. Quyển 79. tr. 381–412. doi:10.1146/annurev-biochem-060408-173330. PMID 20235828.
- Frank, Joachim; Spahn, , Christian M.T (2010). "The ribosome and the mechanism of protein synthesis". Rep. Progr. Phys. Quyển 69. tr. 1383–1417. doi:10.1088/0034-4885/69/5/R03.{{Chú thích tạp chí}}:  Quản lý CS1: nhiều tên: danh sách tác giả (liên kết)
- Frank, Joachim (2009). "Single-particle reconstruction of biological macromolecules in electron microscopy -- 30 years". Q. Rev. Biophys. Quyển 42. tr. 139–158. doi:10.1017/S0033583509990059. PMID 20025794.